# Карсэу (река)
Карсэу (рум. Carsău) — река в Молдавии, протекающая в границах Комратского района АТО Гагаузия, правый приток реки Ялпуг (бассейн Дуная). Является притоком второго порядка.

## Описание
Река Карсэу берёт своё начало в 5,0 км на северо-восток от села Верхний Конгазчик, из дождевого источника на высоте 162,41 м, откуда река формирует своё русло и следует по направлению с севера на юг и заканчивается в 0,2 км от северо-восточной окраины села Конгаз, впадая в реку Ялпуг. Река зарегулирована водохранилищем.
В верхнем течении долина реки широкая, расширяющаяся и неглубокая, имеет форму амфитеатра с плавными спусками. В верхнем течении река протекает через сёла Верхний Конгазчик и Нижний Конгазчик.
Ближе к среднему течению долина принимает трапециевидную форму. Пойма реки симметричная, ровная, двусторонняя, используется для выращивания зерновых культур и винограда. Русло шириной от 1,2 м до 5,0 м, в пойменной части 9,0 м. Течение относительно ленивое, на некоторых участках вода застаивается. В 3,0 км западнее южной окраины села Кирсово речной сток регулируется водохранилищем.
В нижнем течении реки долина имеет хорошо выраженную трапециевидную форму. Склоны крутые, высотой от 50 до 150 м. Ширина между их краями от 3,0 до 3,5 км, а между подножиями — 150—200 м. Долина реки используются для выращивания зерновых и технических культур, винограда, а также строительства домов и дорог. Течение ленивое, на некоторых участках вода застаивается.

## Морфометрические и морфографические характеристики
- длина основного русла 31,6 км[1];
- длина бассейна 31,1 км[1];
- площадь бассейна 107,2 км²[1];
- падение 131,62 м, средний уклон составляет 4,1 м/км (0,0041 %)[1];
- извилистость реки 1,051[1];
- плотность гидрографической сети 0,478 км/км²[1];
- доля озёр 1,16 %[1];
- доля лесов 1,91 %[1].

## Устье реки
Устьем реки Карсэу является река Ялпуг. Место слияния рек находится в 0,2 км от северо-восточной окраины села Конгаз на высоте 30,79 м.

## История
Естественный гидрологический режим реки в прошлом был изменён путём строительства в его русле водохранилища с целью накопления воды для ирригации, а также рыбоводства и рекреации.
Водохранилище (озеро) Кирсово — расположено в 3,0 км на запад от южной окраины села Кирсово. Объём более 1,0 млн м³ воды. Общие сведения: тип — русловое, регулирование стока — многолетнее. Построено без проекта. Введено в эксплуатацию в 1952 году, реконструировано в 1967 году.

## Экологическое состояние реки
Основное антропогенное воздействие на экологическое состояние реки Карсэу оказывает хозяйственная деятельность населения сёл Верхний Конгазчик и Нижний Конгазчик по причине отсутствия очистных сооружений.
К природным факторам воздействия на качественные параметры реки относятся интенсивные ливневые осадки, в результате которых интенсификуются процессы смыва с поверхности водосборов твёрдых частиц, химических веществ, используемых в сельском хозяйстве, а также бытового мусора.